# 203 Pułk Piechoty (II RP)
203 pułk piechoty (203 pp) – rezerwowy oddział piechoty Wojska Polskiego II RP. Pułk nie występował w pokojowej organizacji Wojska Polskiego.

## 203 pp w kampanii wrześniowej

### Formowanie i mobilizacja
Został sformowany w sierpniu 1939 na bazie batalionów Górnośląskiej Brygady ON dla rezerwowej 55 Dywizji Piechoty, Grupy Operacyjnej „Śląsk”, Armia „Kraków”). 
- Dowództwo pułku, organa kwatermistrzowskie jednostek pozabatalionowych, kompanię gospodarczą i pododdziały specjalne[a] oraz II rzut batalionu piechoty typ spec. nr 57 mobilizowała Kadra Zapasowa Piechoty Szczakowa w Szczakowej, w czasie A+30 bp nr 57 i A+56 dowództwo 203 pp i jego pododdziały pułkowe[1].
- I rzut batalionu piechoty typ spec. nr 57 mobilizował 11 pułk piechoty w Tarnowskich Górach. Zawiązkiem był batalion ON „Tarnowskie Góry” z całą kadrą zawodową oficerów i podoficerów (wysokość I rzutu ustalał dowódca 23 Dywizji Piechoty), w czasie A+24[2].
- I rzut batalionu piechoty typ spec. nr 55 mobilizował 75 pułk piechoty w Rybniku. Zawiązkiem był batalion ON „Rybnik” z całą kadrą zawodową oficerów i podoficerów (wysokość I rzutu ustalał dowódca 23 DP) w czasie A+24[3].
- II rzut batalionu piechoty typ spec. nr 55 mobilizowała Kadra Zapasowa Piechoty Oświęcim II w Oświęcimiu (wysokość ustalał dowódca 23 DP, a zawiązki wojenne zapewniał 11 pp) w czasie A+30[4].
- batalion piechoty typ spec. nr 52 mobilizował 3 pułk strzelców podhalańskich w Oświęcimiu. Jego zawiązkiem był batalion ON „Oświęcim” z całą kadrą zawodową oficerów i podoficerów, w czasie A+36[5].

Pułk mobilizował się w alarmie, w grupie jednostek oznaczonych kolorem niebieskim z wyjątkiem batalionu piechoty typ spec. nr 52, który mobilizował się w grupie „żółtej”. Zmobilizowany pułk pod względem ewidencyjnym należał do Ośrodka Zapasowego 23 Dywizji Piechoty.

### Działania bojowe

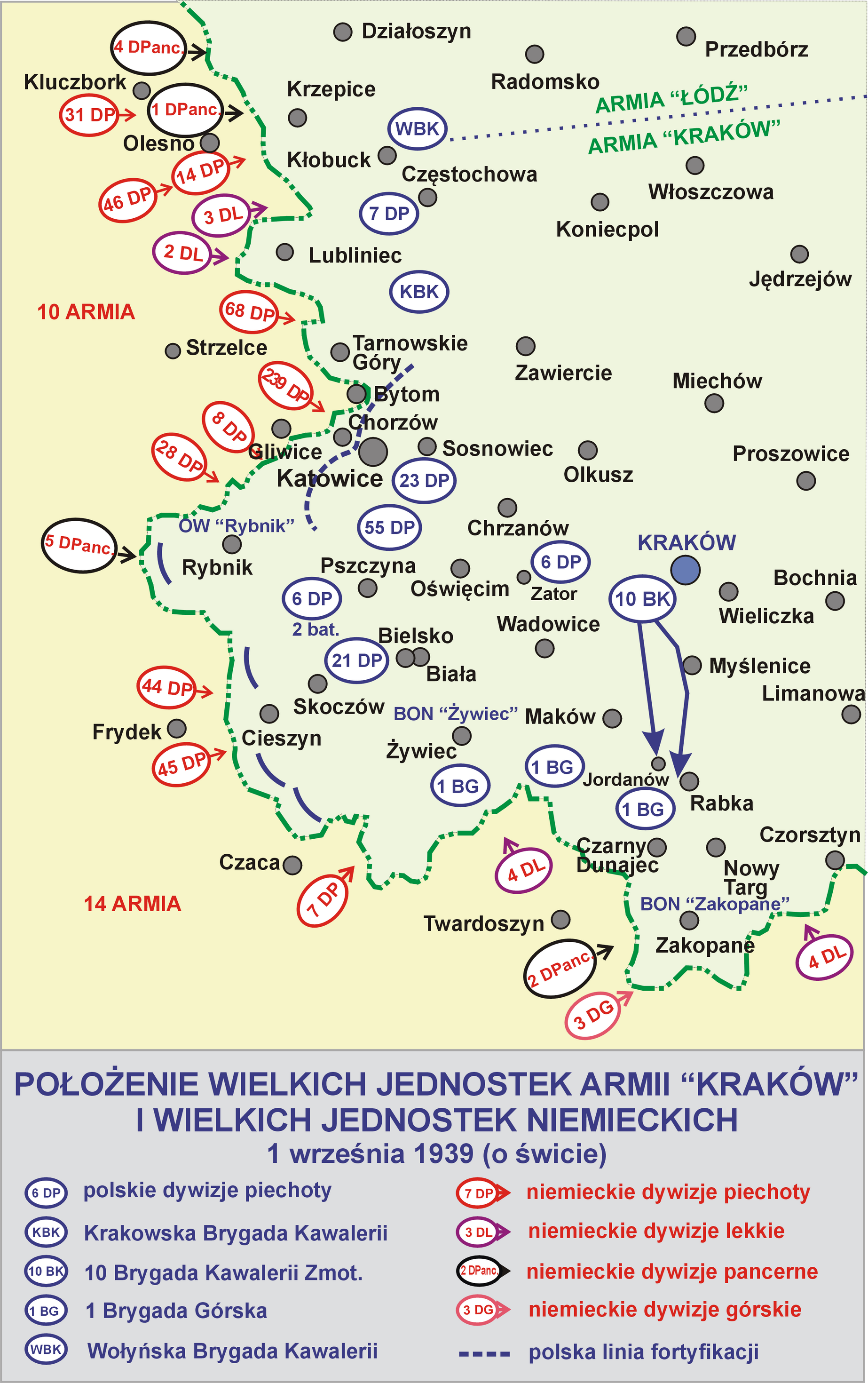
Pułk walczył w składzie 55 DP

#### Udział w bitwie granicznej
Po zmobilizowaniu podczas mobilizacji alarmowej  w dniach 24–25 sierpnia 1939 r. 203 pp rez. nie został skoncentrowany w etatowym składzie, poszczególne bataliony weszły w skład różnych Oddziałów Wydzielonych. W skład Oddziału Wydzielonego „Tarnowskie Góry” weszło dowództwo i pododdziały poza batalionowe 203 pp, stacjonujące w Nowej Wsi, które stanowiło odwód dowódcy oddziału oraz 57 batalion piechoty (I/203 pp) w Tarnowskich Górach. 1 września dowództwo 203 pp i pododdziały pułkowe w rejonie Sączowa były bombardowane przez lotnictwo niemieckie. Rano 2 września dowództwo 203 pp wraz z pododdziałami poza batalionowymi wraz z 57 batalionem piechoty wykonało marsz do sił głównych 55 DP rez.. Przemieszczono się częściowo marszem pieszym, częściowo autobusami. W godzinach popołudniowych 2 września 203 pp zajął stanowiska w Mysłowicach wraz wyznaczonym do wsparcia II dywizjonem 65 pułku artylerii lekkiej celem zamknięcia kierunków z Bierunia Starego i Bierunia Nowego przed zagonem niemieckiej 5 DPanc. Do pułku dołączył przemieszczony podobnie 57 bp.    

##### 57 batalion piechoty spec. (I batalion 203 pp)
57 batalion piechoty po zakończeniu mobilizacji wraz z dowództwem i pododdziałami pułkowymi wszedł w skład Oddziału Wydzielonego „Tarnowskie Góry”. Przed rozpoczęciem działań bojowych z 57 batalionu wydzielono 1 kompanię strzelecką do obrony północnych przedmieść Tarnowskich Gór, a 2 kompanię strzelecką do obrony południowych przedmieść Tarnowskich Gór, obie kompanie zajęły stanowiska na skrzydłach broniącego zachodnich przedmieść miasta III batalionu 11 pp. W nocy 31 sierpnia na 1 września wobec napadu niemieckiej grupy dywersyjnej na bronioną przez oddział powstańczej samoobrony kopalnię „Radzionków” w Rojcy, stanęła tam do walki z nimi 3 kompania strzelecka. Natarcie 3 kompanii wraz oddziałem samoobrony powstańczej rozbiło na terenie kopalni niemiecką grupę dywersyjną. Do południa, obie broniące Tarnowskich Gór kompanie odparły kilka niemieckich natarć. W godzinach popołudniowych na obronę Tarnowskich Gór wykonała silne natarcie piechota niemiecka ze składu 68 Dywizji Piechoty. Atak ten odparł III/11 pp i 2 kompania 57 bp. Na ubezpieczającą północne skrzydło obrony Tarnowskich Gór 1 kompanię 57 bp, uderzył pododdział ze składu 2 Dywizji Lekkiej, która toczyła bój z Krakowską Brygadą Kawalerii, 1 kompania strzelecka została wyparta z Boruszowic i wycofała się do Miasteczka. 2 kompania strzelecka obsadzająca wzgórza na południowym skraju miasta pomimo ostrzału i bombardowań lotniczych utrzymała swoje stanowiska. Wieczorem na rozkaz gen. bryg. Jana Jagmin-Sadowskiego dowódcy Grupy Operacyjnej „Śląsk” kompanie 57 bp wycofały się bez styczności z piechotą niemiecką za Brynicę na pozycję ufortyfikowaną. Podczas odwrotu od ostrzału dywersantów w Tarnowskich Górach poległ ppor. Jerzy Markurczyk z 3 kompanii. Rano 2 września ze składu Oddziału Wydzielonego „Tarnowskie Góry” wycofano do zgrupowania macierzystej 55 Dywizji Piechoty rez., 57 batalion piechoty. Batalion był przemieszczony częściowo autobusami, częściowo marszem pieszym. Popołudniem 2 września 57 bp zajął stanowiska w Mysłowicach wraz z wyznaczonym do wsparcia II dywizjonem 65 pułku artylerii lekkiej celem zamknięcia kierunków z Bierunia Starego i Bierunia Nowego przed zagonem niemieckiej 5 DPanc. Tym samym dołączył do 203 pp przemieszczonego podobnie jak 57 bp.

##### 52 batalion piechoty spec. (II batalion 203 pp)
52 batalion piechoty zmobilizował się we wsi Babice w dniach 24–26 sierpnia 1939. Następnie po zaprzysiężeniu i uzyskaniu zdolności marszowej, podjął marsz do miejscowości Jajosty, gdzie obsadził okoliczne ważne przedmioty terenowe, ubezpieczając równocześnie tyły Grupy Operacyjnej „Śląsk” z kierunku Pszczyny. Stanowił on przy tym odwód dowódcy GO. 29 sierpnia batalion wymaszerował do Paprocan, tego dnia wszedł w podporządkowanie dowódcy 201 pułku piechoty ppłk. Władysława Adamczyka. Dowódca batalionu i dowódcy kompanii dokonali rekonesansu stanowisk obronnych w rejonie Kobióru. Po rekonesansie, III pluton 6 kompanii strzeleckiej (d. ON Libiąż) został wysłany rozkazem dowódcy 55 DP rez. do wzmocnienia obrony fabryki materiałów wybuchowych Lignoza-Krywałd przed atakiem dywersantów. 1 września jako pierwszy do walki wszedł III pluton 6 kompanii, który od godz. 5.30 prowadził walki obronne w fabryce prochu strzelniczego Lignoza wspierając pododdział samoobrony powstańczej i posterunek Straży Granicznej. Poległo w walce 4 żołnierzy tego plutonu. Obronę stanowisk w Kobiórze realizował, będący w tartaku po drewno pluton saperów z 6 batalionu saperów, który w godzinach rannych stoczył potyczki z patrolami niemieckiej kawalerii. Zaalarmowany sztab 55 DP rez. nakazał obsadzić Kobiór ppłk. Adamczykowi, który na samochodach ciężarowych z browaru tyskiego wysłał jedyny posiadany aktualnie pododdział bojowy – pluton pionierów 201 pp. W rejonie Kobióra były jedynie patrole niemieckiej kawalerii z dwoma samochodami pancernymi. 52 batalion przygotowywał się do zajęcia stanowisk w rejonie Żwaków–Paprocany. Na rozkaz z dowództwa GO „Śląsk” batalion o godz. 10.00 podjął marsz lasami w kierunku Kobióra, poprzez Hutę Paprocką dotarł do szosy do Kobióra. O godz. 12.20 52 batalion wykonał natarcie na Kobiór ostatecznie ok. godz. 14.00 rozpoznawcze oddziały niemieckie zostały wyparte ze wsi. W trakcie walki batalion odbił część plutonu pionierów z niemieckiej niewoli, ujęto kilku jeńców i kilka osób podejrzanych o szpiegostwo. Batalion zajął obronę, rozmieszczając na stanowiskach we wsi Kobiór 4 kompanię z plutonem ckm, na prawo od niej 5 kompanię z plutonem ckm i na lewym skrzydle 6 kompanię bez dwóch plutonów z plutonem ckm. Obrona batalionu została wzmocniona kompanią ppanc. 201 pp i pozostałymi pododdziałami poza batalionowymi 201 pp. 52 batalion podlegał dowódcy odcinka „Kobiór” ppłk. Władysławowi Adamczykowi. Po odbiciu wsi z batalionu wysłano w kierunku Piasku II pluton 6 kompanii, celem nawiązania łączności taktycznej z siłami sąsiedniej 6 Dywizji Piechoty. W godzinach popołudniowych leśnicy z nadleśnictwa w Kobiórze ostrzelali niemiecki patrol rozpoznawczy kawalerii, alarmując kompanie 52 bp, które odparły niemieckie patrole pancerno-motorowe i kawaleryjskie, rozpoznające rejon Kobióra. Żołnierze batalionu napotkali działania dywersantów w mundurach WP. Od godzin popołudniowych lasami z Rybnika, a potem z Żor zaczęli przybywać żołnierze i pododdziały wchodząc w skład I batalionu 75 pp i 55 batalionu piechoty oraz 5 bateria 23 pal z Oddziału Wydzielonego „Rybnik”. Ściągające i zbierające się bataliony zostały rozmieszczone we wschodniej części wsi pod lasem i stanowiły odwód dowódcy odcinka. 5/23 pal zajęła niezwłocznie stanowiska ogniowe wspierając obronę 52 bp w rejonie Kobióra. Do wieczora trwały potyczki z niemieckimi patrolami próbującymi rozpoznać obronę wzmocnionego batalionu. Ogółem 52 batalion piechoty w walce o Kobiór 1 września utracił 8 poległych i 17 rannych ewakuowanych do szpitali.  
Do rana 2 września z Rybnika zebrał się niemal w komplecie I/75 pp bez 1 kompanii strzeleckiej i z osłabioną 1 kompanią ckm  i część 55 batalionu, które stanowiły odwód dowódcy zgrupowania ppłk. Władysława Adamczyka. Od rana trwały potyczki podchodzących oddziałów niemieckich z placówkami wysuniętymi przed własne linie obrony. Przed południem placówka 52 batalionu odparła natarcie niemieckiej piechoty wspartej samochodami pancernymi. W godz. 16.00–17.00 batalion odparł kolejne natarcie niemieckiej piechoty z 28 DP, ze wsparciem ostrzału moździerzy i samochodów pancernych z pułku SS „Germania”. Do wieczora trwała wymiana ognia pomiędzy piechotą oraz ostrzał baterii 5/23 pal. Pozyskiwana wiedza o rozbiciu 6 DP pod Pszczyną i zagrożeniu północnego skrzydła obrony w Kobiórze, poprzez przenikaniu niemieckich patroli, wymusiła zmianę ugrupowania batalionu na obronę w półokrążeniu. Stanowiska 5 i 6 kompanii zagięto frontem 5 ku północy, 6 ku południowi. Na zapleczu obrony 52 bp i pozostałych sił w Kobiórze własne patrole saperskie dokonały zniszczeń, przepraw i zawał leśnych. O godz. 23.00 52 batalion wraz ze zgrupowaniem ppłk W. Adamczyka podjął na rozkaz przełożonych odwrót za rzekę Przemszę. Ogółem podczas walk w Kobiórze i okolicach batalion utracił 13 poległych i 42 rannych żołnierzy.     
52 batalion piechoty wraz ze zgrupowaniem ppłk. Adamczyka nocnym marszem 2/3 września osiągnął rzekę Gostynkę i jej zalew, po zbudowanej prowizorycznie przeprawie przy przysiółku Myrczek niedaleko wsi Świerczyniec przeprawił się i przeszedł rano do Bierunia Starego. W trakcie przeprawy był atakowany przez lotnictwo myśliwskie, bez większych strat. Następnie 52 bp z resztą zgrupowania udał do Bierunia Nowego, skąd pomaszerował na przeprawę po moście przez rzekę Przemszę w Chełmku. W lesie koło wsi Dąb batalion stanął na odpoczynek. Batalion do Chełmka dotarł bez 6 kompanii strzeleckiej i I plutonu ckm, dowódca 6 kompanii ze swoim I plutonem i I plutonem ckm w tym czasie dotarł do wsi Gromiec. Batalion dołączył do 203 pp, którego dowódca ppłk Albin Rogalski, był dowódcą obrony rejonu Chełmka.      
3 września do zgrupowania mjr. Piotra Ryby dołączył II pluton 6 kompanii strzeleckiej ppor. Zygmunta Michała Reimschüssla, który został wysłany z Kobióru 1 września, celem utrzymywania kontaktu taktycznego z 16 pułkiem piechoty 6 DP. W trakcie walki zgrupowania mjr. Ryby z oddziałami 5 DPanc. 4 września rano w Rajsku, ppor. Zygmunt Reimschüssl poległ z częścią swoich żołnierzy, kilku zostało rannych, a pluton został rozbity i rozproszony.

##### 55 batalion piechoty spec. (III batalion 203 pp)
55 batalion piechoty po zakończeniu mobilizacji wszedł w skład Oddziału Wydzielonego „Rybnik”, który składał się z I batalionu 75 pułku piechoty i 55 batalionu piechoty, 5 baterii 23 pułku artylerii lekkiej i przejściowo większości sił 3 kompanii (zmot.) 6 batalionu saperów. Dowódcą Oddziału Wydzielonego był mjr Władysław Mażewski z 75 pp. OW  „Rybnik” z racji lokalizacji garnizonów stanowił przesłonę pozycji 6 Dywizji Piechoty pod Pszczyną wchodzącej w skład Grupy Operacyjnej „Bielsko”, w chwili wybuchu wojny podlegał dowódcy OW „Ignacy” z 6 DP. Po wypełnieniu zadań osłony i obronie przejściowej Rybnika i Żor miał przejść w rejon południowego zgrupowania obronnego Grupy Operacyjnej „Śląsk” gen. bryg. Jana Jagmin-Sadowskiego w Kobiórze. 55 bp bez kompanii zajął stanowiska bojowe w Żorach, wsparty 5/23 pal. Wraz z I/75 pp Rybnika, broniła 7 kompania strzelecka wzmocniona plutonem ckm 55 bp. Zniszczenia w pasie działania OW „Rybnik” wykonywała wysunięta do Żor 3 kompania 6 baonu saperów (zmotoryzowana) z 6 DP.     
7 kompania strzelecka (d. ON „Rybnik”) 55 bp zajęła stanowiska obronne w umocnieniach polowych w pierwszym rzucie obrony na lewo od 1 kompanii strzeleckiej z plutonem ckm 75 pp. 7 kompania broniła Rybnika od strony Wodzisławia i Raciborza. Rozwinięta w linii, od szosy Rybnik–Rydułtowy, Smolna, Kozie Góry, wieża ciśnień z dworcem kolejowym. 1 września o godz. 4.45 niemiecka kolumna północna „B” ze składu 5 Dywizji Pancernej, wraz z grupami dywersantów niemieckich przekroczyła granicę. Rozbiła placówki Straży Granicznej i pododdziały Samoobrony Powstańczej oraz zniszczyła pluton wzmocnienia Straży Granicznej ppor. rez. Władysława Henryka Treita, będących w bezpośredniej osłonie granicy. Następnie pokonując, spowalniające ją zniszczenia terenowe i przeszkody wykonane przez 3 (zmot.)/6 bsap. pojawiła się ok. godz. 6.00 na przedpolu Rybnika w rejonie dzielnicy Marokko. Natarcie rozpoczęto przy wsparciu artylerii niemieckiej ok. godz. 7.00. Na miasto natarcie rozpoczął I batalion 15 pułku pancernego, wsparty pododdziałem piechoty z 14 pułku strzelców zmot. Niemiecka piechota wsparta czołgami uderzyła na 1 kompanię strzelecką i 1 kompanię ckm 75 pp, została powstrzymana ogniem broni ppanc. piechoty i ostrzałem broni maszynowej. W tym czasie w Rybniku ostrzał rozpoczęły niemieckie grupy dywersyjne ostrzeliwując saperów próbujących dokonać dalszych zniszczeń i wzniecając panikę wśród cywilnych uchodźców. Niemieckie czołgi dokonały obejścia ze skrzydła obrony i wdarły się do miasta, gdzie wsparte przez grupy dywersantów wyparły z niego część 3 kompanii zmot. saperów 6 bsap. Opanowując miasto ok. godz. 9.00. Na odcinek 7 kompanii 55 bp nie było prowadzone niemieckie natarcie czołgów i piechoty od frontu. Stanowiska kompanii zostały zaatakowane od strony centrum miasta z prawej strony, gdzie udało się przełamać obronę 1/75 pp i od tyłu pozycji. Kompania częścią sił stawiła opór oddziałom niemieckim unieruchamiając bronią ppanc. piechoty jeden lub więcej czołgów. Część kompanii zdołała przedrzeć się w kierunku Żor i dalej do Trzebini i Krakowa, gdzie grupki dołączyły do macierzystego pułku, ok. dwóch drużyn wraz z I/75 pp zdołały odejść po walce do Kobióru pod dowództwem kpt. Jana Kwaśniewskiego. Duża część 7 kompanii dostała się do niewoli, a duża grupa zdezerterowała odmawiając dalszej walki.    
1 września w godz. 5.30-6.00 55 bp bez 7 kompanii i plutonu ckm, wraz z 5 baterią 23 pal zajął stanowiska obronne na zachodnich przedpolach miasta Żory. 8 kompania strzelecka (d. ON Żory) zajęła stanowiska dwoma plutonami w I linii: wzdłuż drogi ze Szczejkowic, drogi do Rybnika i na polach za cegielnią od ul. Wodzisławskiej do Folwaręckiej. 9 kompania strzelecka (d. ON Pszczyna) z plutonem ckm, dwoma plutonami w I rzucie: obsadziła dworzec kolejowy i linię do Kleszczowa oraz w Kleszczowie zamykając drogę na Pszczynę. Każda kompania po jednym plutonie pozostawiła jako odwód. Jeden działon 5/23 pal wysunięto do linii piechoty jako ppanc. Kolumna północna „B” 5 DPanc. po zdobyciu Rybnika pomiędzy godz. 9.00-10.00 wyruszyła w kierunku Żor. Maszerująca w kierunku Żor niemiecka czołówka została ostrzelana w rejonie wsi Równia przez działon 5 baterii, utraciła jako unieszkodliwione trzy czołgi. Ruch wojsk niemieckich został powstrzymany. Ok. godz. 9.00 placówka 9 kompanii ostrzelała skutecznie patrol rozpoznawczy niemieckiej kawalerii. Niemiecka artyleria, ostrzeliwała stanowiska broni maszynowej batalionu, a pojedynek z nią stoczyła 5 bateria 23 pal. Stanowiska 5 baterii niecelnie zbombardowało lotnictwo niemieckie. Ok. godz.11.00 na stanowiska 55 batalionu wykonał natarcie niemiecki I batalion 15 pułku pancernego wsparty oddziałami dywersantów niemieckich w charakterze piechoty. Wobec natarcia czołgów odwrót, rozpoczęła 8 kompania, dowódca 1 plutonu podczas natarcia niemieckiej piechoty z czołgami rozpuścił pluton, a sam zdezerterował na stronę niemiecką. W mieście ostrzeliwanie żołnierzy, wycofujących się patroli samoobrony powstańczej, rozpoczęli niemieccy dywersanci, w części byli to mieszkańcy miasta podobnie jak w Rybniku. Po opanowaniu Żor ok. godz. 13.00 w Kleszczowie dalsze natarcie niemieckie zostało chwilowo powstrzymane przez 9 kompanię strzelecka, pozostałą część 3 kompanii ckm i resztki przybyłej z Rybnika 7 kompanii. Obrońców wspierały 3 pozostałe armaty 5 baterii. Po stawieniu oporu do godz. 14.00, pozostałość 55 batalionu wraz z 5/23 pal odmaszerowały lasami do Suszca, a następnie w kierunku na Kobiór. Z batalionu ubyła też grupa żołnierzy, która zdezerterowała podczas wycofywania się z Żor, szczególnie z 8 kompanii. Straty batalionu w trakcie walk o Rybnik, Żory i pod Kleszczowa wynosiły 85 poległych, 130 rannych i ok. 280 zaginionych (w tym w niewoli i dezerterów) żołnierzy.     
Do rana 2 września w Kobiórze udało się zebrać z 55 batalionu dwie słabe kompanie strzeleckie, każda z dwoma ckm pod dowództwem mjr Tadeusza Kwiatkowskiego. Pozostałość batalionu 2 września stanowiła odwód ruchomy obrony 52 bp w Kobiórze. Jeden z plutonów 9 kompanii wzmocniony dwoma ckm został wysłany do obrony mostu na rzeczce Gostynce, na północ od Kobióra. W trakcie zarządzonego odwrotu zgrupowania ppłk. Adamczyka za rzekę Przemszę po godz. 23.00, 55 bp stanowił straż tylną zgrupowania. 55 batalion wraz ze zgrupowaniem ppłk. Adamczyka nocnym marszem 2/3 września osiągnął rzekę Gostynkę i jej zalew, po zbudowanej prowizorycznie przeprawie przy przysiółku Myrczek niedaleko wsi Świerczyniec przeprawił się i przeszedł rano do Bierunia Starego. W trakcie przeprawy był atakowany przez lotnictwo myśliwskie, bez większych strat. Następnie 55 bp z resztą zgrupowania udał do Bierunia Nowego, skąd pomaszerował na przeprawę po moście przez rzekę Przemszę w Chełmku. W lesie koło wsi Dąb batalion stanął na odpoczynek. Tam dołączył do 203 pp, którego dowódca ppłk Albin Rogalski był dowódcą obrony rejonu Chełmka.         

#### Walki opóźniające, dołączenie do składu pułku wszystkich oddziałów
Nocą  2/3 września 203 pp bez II (52 bp) i III (55 bp) batalionów, przeszedł w podporządkowanie czasowe dowódcy 23 Dywizji Piechoty. Rozkazem płk. dypl. Władysława Powierzy został skierowany do obrony linii rzeki Przemszy i przedmościa w Chełmku. Wraz z 203 pp został skierowany nad Przemszę w rejon Chełmka II dywizjon 65 pułku artylerii lekkiej, celem wsparcia piechoty. O świcie 3 września I batalion (57 bp) obsadził częścią sił przedmoście w Chełmku, częścią sił rzekę na południe od Chełmka. Po dołączeniu zgrupowania ppłk. Władysława Adamczyka, 203 pp zebrał dotychczas walczące osobno swoje bataliony, które włączył do organizowanej obrony. W tym samym czasie na przedmoście w Chełmku uderzyła grupa bojowa niemieckiej 5 DPanc. w składzie I batalionu 31 pułku pancernego o I batalionu 13 pułku strzelców. Po wysadzeniu mostu na Przemszy, pododdziały I/203 pp broniły rejonu przeprawy ze wzgórza 295,6 „Skała” i terenu wokół. Odnotowano również próby natarcia od strony Oświęcimia. Po godz. 13.00, 203 pp wycofał się z przyczółka i odszedł pod osłoną 73 pułku piechoty na Jaworzno. I/203 pp (57 bp) poniósł straty w walce 19 poległych i 35 rannych żołnierzy. 4 września przed wymarszem z Libiąża w kierunku Tenczynka do 52 bp dołączył w Libiążu III pluton (bez drużyny) z 6 kompanii, który był od 1 września w Krywałdzie. W trakcie marszu dołączyła również pozostała część 6 kompanii strzeleckiej, która wcześniej dotarła do Gromca z kpt. Tadeuszem Wawrzkiewiczem, on także dowodził taborem batalionu.     

## Organizacja wojenna i obsada personalna
Organizacja wojenna i obsada personalna.
dowództwo i organa kwatermistrzowskie jednostek poza batalionowych
- dowódca pułku – ppłk Albin Rogalski
- I adiutant – kpt. Mieczysław Jezierski
- kwatermistrz – kpt. Stanisław Wołodko
- oficer informacyjny – por. Antoni Kulik
- oficer łączności – ppor. Wiktor Łukasik
- oficer–płatnik – ppor. Adam Zub
- lekarz naczelny pułku – por. lek. med. Włodzimierz Bołądź
- kapelan – ks. Lucjan Pitlok
- dowódca kompanii gospodarczej – por. Józef Lizak

I batalion (Tarnogórski batalion ON – baon piechoty typ spec. nr 57)
- dowódca batalionu – mjr adm. (piech.) Franciszek I Książek
- adiutant batalionu: por. Pengiel
- lekarz batalionu: ppor. lek, med. Szolin;
- dowódcy 1 kompanii strzeleckiej (d. ON Tarnowskie Góry) – kpt. Ludwik Ślosarczyk
- dowódca plutonu – ppor. Rydzewski
- dowódca plutonu – ppor. Józef Bauerek
- dowódca plutonu – ppor. Konrad Wolnica
- dowódca 2 kompanii strzeleckiej (d. ON Radzionków) – kpt. Ignacy Jan Iwaszkiewicz
- dowódca plutonu – por. Roman Makarewicz
- dowódca plutonu – plut. pchor. Benke
- dowódca plutonu – ppor. Edward Sadło
- dowódca 3 kompanii strzeleckiej (d. ON Grodziec) – kpt. Władysław Nowakowski
- dowódca plutonu – ppor. Stanisław Sokołowski
- dowódca plutonu – ppor. Jerzy Markuczyk †1 IX 1939 Tarnowskie Góry
- dowódca plutonu – ppor. Stanisław Jaszczur
- dowódca 1 kompanii ckm – ppor. Zbigniew Klepaczko
- dowódca plutonu – ppor. Bolesław Wlazło
- dowódca plutonu – ppor. Kazimierz Sobieraj
- dowódca plutonu – pchor. Madej
- dowódca plutonu – ppor. Tadeusz Wehr

II batalion (Oświęcimski batalion ON – baon piechoty typ spec. nr 52).
- dowódca batalionu – kpt. adm. (piech.) Jan Stanisław Skrzypek
- adiutant batalionu – ppor. rez. Jan Gabryś †21 IX 1939 z ran
- oficer łączności – por. rez. Kazimierz Wrona
- oficer płatnik – ppor. rez. Franciszek Molda
- oficer żywnościowy – por. rez. Antoni Budniok
- lekarz – sierż. pchor. sanitarny Rybak
- dowódcy 4 kompanii strzeleckiej (d. ON Oświęcim) – ppor. piech. rez. Marian Fischer
- dowódca I plutonu – ppor. Roman Zawistowski
- dowódca II plutonu – ppor. Iwieński
- dowódca III plutonu – ppor. rez. Konrad Szałkiewicz
- dowódca 5 kompanii strzeleckiej (d. ON Bieruń Stary) – kpt. piech. Edward Andrzej Stawecki
- dowódca I plutonu – ppor. rez. Rudolf Krzak
- dowódca II plutonu – ppor. rez. Wilhelm Ferdynand Leśniowski
- dowódca III plutonu – ppor. rez. Edward Micor
- dowódca 6 kompanii strzeleckiej (d. ON Libiąż) – kpt. piech. Tadeusz Franciszek Wawrzkiewicz
- dowódca I plutonu – ppor. rez. Feliks Dyczkowski
- dowódca II plutonu – ppor. piech. rez. Zygmunt Michał Reimschüssl †4 IX 1939 Rajsko[39]
- dowódca II Iplutonu – ppor. rez. Franciszek Tadeusz Tyrna
- dowódca 2 kompanii ckm – kpt. adm. Ludwik Piętka
- dowódca I plutonu – ppor. rez. Józef Stanko
- dowódca II plutonu – ppor. rez. Eugeniusz Karch
- dowódca III plutonu – ppor. Józef Kokot †21 IX 1939 z ran, ppor. Kowalski?
- dowódca IV plutonu (taczanki) – ppor. rez. Mieczysław Jonkisz
- dowódca plutonu moździerzy – ppor. Graf †16 IX 1939

III batalion (Rybnicki batalion ON – baon piech. typ. spec. nr 55)
- dowódca batalionu – mjr Tadeusz Kwiatkowski
- adiutant batalionu – ppor. Ryszard Bartoniek, ppor. rez. Florian Grzybek
- lekarz batalionu – ppor. rez. lek. Tadeusz Rezacz
- dowódcy 7 kompanii strzeleckiej (d. ON Rybnik) – kpt. Jan Kwaśniewski
- dowódca I plutonu – ppor. rez. Bonifacy Dzida
- dowódca II plutonu – ppor. rez. Alojzy Jochemczyk
- dowódca III plutonu – ppor. rez. Leonard Tatarczyk
- dowódca 8 kompanii strzeleckiej (d. ON Żory) – kpt. Edward Rychłowski
- dowódca I plutonu – ppor. rez. Rudolf Kurc
- dowódca II plutonu – ppor. rez. Władysław Pawlikowski
- dowódca III plutonu – ppor. rez. Fryderyk Kraszyna
- dowódca 9 kompanii strzeleckiej (d. ON Pszczyna) –  kpt. Stanisław Urbanowski
- dowódca I plutonu – ppor. rez. Franciszek Mosz
- dowódca II plutonu – ppor. rez. Jerzy Matuszewicz
- dowódca III plutonu – ppor. rez. Aleksander Bukko
- dowódca 3 kompanii ckm – por. Bolesław Piotrowski
- dowódca I plutonu – por. rez. Antoni Jarosz
- dowódca II plutonu – ppor. Julian Moś
- dowódca III plutonu – NN
- dowódca plutonu moździerzy – NN

pododdziały specjalne
- dowódca kompanii zwiadu – por. Karol Jakub Szybist
- dowódca kompanii przeciwpancernej typ II – por. Czesław Strzelecki
- pluton łączności
- pluton pionierów
- pluton przeciwgazowy